# Switched at Birth
Switched at Birth —en español: "Cambiadas al nacer"— es una serie de televisión estadounidense que se estrenó en ABC Family el 6 de junio de 2011, a las 9:00 ET/PT. El drama con guion de una hora gira en torno a dos adolescentes que fueron cambiadas al nacer y crecieron en ambientes muy diferentes. El debut de la serie fue el de mayor audiencia de una serie de ABC Family hasta la fecha.
El 1 de agosto de 2011, ABC Family anunció que estaban pidiendo más episodios de la primera temporada de Switched at Birth, con lo que la primera temporada llegó a un total de 30 episodios. La serie continuó con un estreno de invierno el 3 de enero de 2012, terminando el 20 de marzo de 2012, con 12 episodios. La serie comenzó a emitir los ocho episodios restantes de su primera temporada a partir del 3 de septiembre de 2012. El 17 de agosto de 2012, ABC Family renovó Switched at Birth para una segunda temporada, que fue estrenada el 7 de enero de 2013.
Más tarde, el 3 de septiembre de 2013, se estrenó la tercera temporada de Switched at Birth con 2'4 millones de espectadores. El 13 de agosto de 2014, ABC Family renovó la serie para una cuarta temporada qué se estrenó el 6 de enero de 2015 con una audiencia de 1.29 millones.
En Latinoamérica se estrenó el 7 de noviembre de 2011 por Sony Spin, y luego el 27 de octubre de 2012 se estrenó por el Canal Sony, siendo transmitida los sábados y domingos. Actualmente en España se emite en los canales AXN White.
El 21 de octubre de 2015, ABC Family anuncio la renovación de la serie para una quinta temporada. El 11 de marzo de 2016 la creadora y productora ejecutiva de la serie Lizzy Weiss confirmó mediante su cuenta en Twitter que la quinta temporada será la última de la serie, con solamente diez episodios. También reveló que el último episodio será un especial de televisión de 90 minutos.
Además la creadora del show Lizzy Weiss reveló mediante su cuenta de Twitter que la última temporada no sería estrenada sino hasta 2017. 

## Premisa
Bay Kennish (Vanessa Marano) es una adolescente amante del arte que está siendo criada por su madre, una ama de casa llamada Kathryn (Lea Thompson) y su padre, el exjugador de béisbol profesional John (D. W. Moffett), en los barrios ricos de Mission Hills, Kansas, junto con su hermano Toby (Lucas Grabeel). Después de estudiar los tipos de sangre en la escuela, Bay comienza a preguntarse por qué su tipo de sangre no coincide con el de sus padres. La familia se hace las pruebas genéticas que confirman que Bay no está biológicamente relacionada con ellos. Descubren que en el hospital cambiaron por error a su recién nacido con otra, Daphne Vásquez (Katie Leclerc), una adolescente sorda que vive con su luchadora madre soltera Regina (Constance Marie) y su abuela puertorriqueña Adrianna (Ivonne Coll) en un barrio de clase obrera en Riverside, Misuri. Un caso de meningitis causó que Daphne perdiera el oído cuando tenía tres años, por lo que asiste a Carlton, una escuela para sordos, donde se juega al baloncesto y se habla tan sólo en lengua de signos.
Cuando las dos familias se reúnen, las chicas luchan con sus identidades, mientras Bay enseña sus habilidades artísticas a Regina y Daphne sus habilidades atléticas a John, ambas familias luchan por adaptarse a la situación. Los Kennish se enteran de que Regina tiene problemas financieros y le proponen trasladarse a ella y a su madre, junto con Daphne a su casa de huéspedes. La nueva situación obliga a las chicas, junto con las dos familias, a luchar con sus diferencias y abrazar sus similitudes. Kathryn quiere conocer a Daphne como su madre, alejándose sin querer de Bay, mientras que Regina lucha contra la influencia que Kathryn tiene sobre Daphne y aunque a veces tiene vínculos con Bay, no quiere cambiar a las chicas.
La actriz ganadora del Oscar y defensora de los sordos Marlee Matlin interpreta a una amiga de Regina y la madre de Emmett (Sean Berdy), el mejor amigo de Daphne y compañero de escuela.

## Elenco y personajes

### Reparto principal
- Katie Leclerc interpreta a Daphne Paloma Vásquez, la hija biológica de John y Kathryn Kennish. Es la hija legal de Regina Vásquez. Nació el 22 de octubre de 1995 y se quedó sorda a los tres años, como resultado de meningitis bacteriana.
- Vanessa Marano interpreta a Bay Madeleine Kennish, la hija biológica de Angelo Sorrento y Regina Vásquez. Es la hija legal de John y Kathryn Kennish. También nació el 22 de octubre de 1995 y es un par de minutos mayor que Daphne.  Bay es una gran artista y ha pintado grafiti en las paredes, los edificios y vallas publicitarias.
- Constance Marie interpreta a Regina Vásquez, la madre de Daphne y la madre biológica de Bay.
- D. W. Moffett interpreta a John Kennish, el padre de Bay y Toby y el padre biológico de Daphne.
- Lea Thompson interpreta a Kathryn Kennish, la madre de Bay y Toby y la madre biológica de Daphne.
- Lucas Grabeel interpreta a Toby Kennish, el hijo de John y Kathryn, el hermano mayor de Bay, y el hermano biológico de Daphne.
- Sean Berdy interpreta a Emmett Bledsoe, el mejor amigo desde hace mucho tiempo de Daphne que también es sordo, y se niega a usar su voz para comunicarse, incluso con personas oyentes.

### Reparto recurrente
- Marlee Matlin interpreta a Melody Bledsoe, una orientadora sorda y una entrenadora de baloncesto suplente en la Escuela para Sordos de Carlton, la madre de Emmett, y la mejor amiga de Regina. Cuando Bay y Emmett empiezan a salir, Melody lo desaprueba, no creyendo que las relaciones Sordos/oyente puedan trabajar debido a las diferencias culturales, y cree firmemente que Bay (a pesar de ser la hija de su mejor amiga, Regina) es una mala influencia para Emmett. Pero cuando Bay llega a ella y le confiesa a ella sobre sus preocupaciones acerca de Emmett, finalmente acepta a Bay, dándose cuenta de que Bay realmente se preocupa por Emmett.
- Ryan Lane interpreta a Travis, un amigo sordo de Daphne y Emmett. Tuvo una corta relación amorosa con Daphne y vive con Emmett y Melody, ya que sus padres no aprendieron el lenguaje de señas y no mantiene una buena relación con ellos, lo que lo llevó incluso a dormir en el Lavadero Kennish.
- Austin Butler interpreta a James "Wilke" Wilkerson III, el mejor amigo rico de Toby, que está en una banda con él. Él se enamora de Daphne, y ha estado saliendo con ella desde el episodio 15. Más tarde, es enviado a un internado por su padre y Daphne y él lo dejan y quedan como amigos.
- Gilles Marini interpreta a Angelo Sorrento, el padre biológico de Bay Kennish y exnovio de Regina Vásquez. Cuando Daphne tenía tres años, le había hecho la prueba de ADN, que demostró sus sospechas de que ella no era su hija biológica. Creía Regina debió haber tenido una aventura amorosa y la dejó criando a Daphne sola. Cuando se entera del cambio, regresa y espera ser parte de la vida de Bay, de Daphne, y de Regina de nuevo, sólo para desaparecer de nuevo cuando la madre de Regina llama a la policía sobre él al descubrir que era un fugitivo debido a un incidente que ocurrió hace un tiempo.
- Ivonne Coll interpreta a Adriana Vásquez, la madre de Regina, la abuela de Daphne, y la abuela biológica de Bay, que vive con Regina y Daphne en la casa de huéspedes de los Kennish.
- Maiara Walsh interpreta a Simone Sinclair, una antigua amiga de Bay y exnovia de Wilke que se demuestra que es manipuladora y egoísta. Se hace amiga de Daphne al principio, en contra de los deseos de Bay, y después de algunos roces finalmente dejan de serlo.
- Blair Redford interpreta a Tyler "Ty" Mendoza, un amigo íntimo de Daphne de East Riverside, y el interés amoroso de corta duración de Bay y ahora exnovio tras unirse al ejército e irse de misión en el episodio cinco.
- Sam Page interpreta a Craig Tebbe, el abogado recién nombrado de John y Katheryn para su caso en contra del hospital.
- Anthony Natale interpreta a Cameron Bledsoe, el padre de Emmett, quien también es sordo. Él es el padre "irresponsable" en comparación con Melody y su estilo de crianza sobreprotectora. Él también tiene una novia, Olivia, que es una mala influencia sobre Emmett.
- T.L. Forsberg interpreta a Olivia, la novia de libre espíritu de Cameron, que se revela más adelante que es una negociante de marihuana.
- Charles Michael Davis interpreta a Liam Lupo, el antiguo exnovio de Bay y exnovio de corta duración de Daphne ahora. Su padre es dueño de un restaurante de la ciudad.
- Meeghan Holaway interpreta a Amanda Burke, Esq., amiga y abogada de los Kennish, ayudó a John a demandar al hospital por negligencia médica. Sin embargo, John y Kathryn la despiden después de descubrir ella está saliendo con uno de los miembros de la comisión del Hospital.
- Jason Brooks interpreta a Bruce, el exmarido de la amiga Kathryn e interés amoroso de Regina, hasta que llega a la conclusión de que todavía tiene sentimientos por su exesposa.
- Oliver Muirhead interpreta a Geraldo, el dueño de la peluquería local, frecuentado por Kathryn y sus amigos. Regina más tarde trabaja aquí con el fin de trasladar su negocio a Mission Hills.
- Christopher Wiehl interpreta a Patrick, el dueño de una galería de arte local que mira el trabajo de Bay y Regina, y muestra un interés romántico en Regina.

### Participaciones especiales
- Alexandra Shipp interpreta a Ashley
- Nathalia Ramos interpreta a Gretchen
- Christopher Massey interpreta a Super Jesus
- Erinn Westbrook interpreta a Jessica
- Alexandra Siegel interpreta a Vivienne
- Tiago Roberts interpreta a Paramedic
- Tom Ohmer interpreta a Booster
- Zoey Deutch interpreta a Elisa si

## Episodios
| Temporada | Temporada | Episodios | Episodios | Emisión original    | Emisión original       |
| Temporada | Temporada | Episodios | Episodios | Primera emisión     | Última emisión         |
| --------- | --------- | --------- | --------- | ------------------- | ---------------------- |
|           | 1         | 30        | 30        | 6 de junio de 2011  | 5 de noviembre de 2012 |
|           | 2         | 21        | 21        | 7 de enero de 2013  | 19 de agosto de 2013   |
|           | 3         | 22        | 22        | 13 de enero de 2014 | 8 de diciembre de 2014 |
|           | 4         | 20        | 20        | 6 de enero de 2015  | 26 de octubre de 2015  |
|           | 5         | 10        | 10        | 31 de enero de 2017 | 11 de abril de 2017    |

## Producción
El programa cuenta con un experto en lengua de signos americana que ayuda a asegurarse de que la lengua de signos utilizada por los cuatro habituales con fluidez (Katie Leclerc, Sean Berdy, Constance Marie, y Marlee Matlin), todos emplean un dialecto similar.

### Edición de audio
Escenas con personajes sordos que tienen sólo una conversación (principalmente Daphne y Emmett) tienen sus archivos de audio editado para eliminar todo el ruido de fondo excepto por el ruido ambiente. Esto se hace para que los espectadores puedan centrarse en las emociones y la naturaleza física de la lengua de señas, al tiempo que les proporciona una perspectiva de lo que es ser sordo.

### Puesta en escena
El espectáculo se desarrolla en Kansas City, aunque el programa es grabado en Los Ángeles, California. Localidades mencionadas en el programa incluyen Mission Hills, KS, un suburbio de Kansas City, Misuri, donde vive la familia Kennish, Riverside, Misuri, donde la familia Vásquez vivió antes de mudarse a casa de huéspedes de los Kennish, y el Kemper Museum of Contemporary Art y Loose Park, tanto en Kansas City, MO. Además, el establecimiento de disparos se utilizan en varios episodios de vídeo disponen del centro de Kansas City, MO, incluyendo una oportunidad de Liberty Memorial en el primer episodio. Algunas escenas están filmadas en Santa Clarita, California.
Numerosas referencias en toda la serie se realizan en el hecho de que John Kennish jugó para el equipo de béisbol Kansas City Royals. No hay antecedentes de cualquier persona con ese nombre que jugó para los Royals.
Vehículos conducidos por miembros de la familia Kennish placas de osos de Kansas, pero que parece ser el 2010 "America's Heartland" de base utilizada sólo para placas personalizadas en lugar de los 2008 "Ad Aspera/State Seal" base utilizada para el estándar de las placas de expedición de la licencia. En la temporada 1, Episodio 5 un primer plano de la placa de licencia de John Kennish es claramente visible, que muestra una placa de Kansas, pero la etiqueta del condado en la esquina superior izquierda dice "SN", que significa del Shawnee county, Kansas, el condado en el que el capitolio del Estado de Topeka se encuentra, en lugar de "JO" para el Johnson County, Kansas, donde se encuentra Mission Hills.

### Promoción
Una semana antes del estreno, ABC Family, lanzó el juego en línea, "Switched at Birth: Hunt for the Code". Bay, una artista de grafiti, esténcil dejó su imagen de firma en 10 diferentes sitios web y los usuarios han buscado la imagen y el código correspondiente para redimir a sneak peeks y entrar para ganar $4,000. Cada día de la semana, ABCFamily.com publicó dos pistas haciendo alusión a un sitio que ofrece la imagen y los usuarios instruidos para escanear el código con un Microsoft Tag Reader para el contenido exclusivo. Además, cada código recibió dos cartas de los fanes para recoger y entrar para ganar al finalizar el diez dígitos.

### Doblaje
Doblaje español latino 
- Romina Marroquín Payro como Bay Kennish
- Andrea Orozco como Daphne Vazquez
- Kerygma Flores como Regina Vazquez
- Magda Giner como Kathryn Kennish
- José Gilberto Vilchis como Angelo Sorrento

## Emisión

### Recepción
El espectáculo se estrenó con el más alto índice de audiencia nunca antes visto en la red de ABC Family con los espectadores totales de 3,3 millones de adultos compuesto por 1 millón, 18-34 18-34 más de 750.000 mujeres, adultos 18-49 1,7 millones y 1,7 millones de mujeres 18-49. La inclusión de una repetición de esa misma tarde, el estreno fue visto por un total estimado de 4,9 millones de espectadores en su día la primera emisión. Las temporadas 2, 3 y 4 están disponibles en el servicio Netflix's Watch Instantly.
| Temporada | Intervalo de tiempo (ET)                                                                                      | # Ep. | Estrenada          | Estrenada                          | Finalizada            | Finalizada                       | Temporada de TV | Espectadores (en millones) |
| Temporada | Intervalo de tiempo (ET)                                                                                      | # Ep. | Fecha              | Estreno Espectadores (en millones) | Fecha                 | Final Espectadores (en millones) | Temporada de TV | Espectadores (en millones) |
| --------- | --- | ----- | ------------------ | ---------------------------------- | --------------------- | -------------------------------- | --------------- | -------------------------- |
| 1         | Lunes 9:00PM (2011) {1A[1x01-1x10]} Martes 8:00PM (2012) {1B[1x11-1x22]} Lunes 8:00PM (2012) {1C [1x23-1x30]} | 30    | 6 de junio de 2011 | 3.30                               | 22 de octubre de 2012 | 1.78                             | 2011-2012       | TBA                        |
| 2         | Lunes 8:00PM (2013) {2A [2x01-2x10]} {2B [2x11- ]}                                                            | 20    | 7 de enero de 2013 | TBA                                | TBA                   | TBA                              | 2013            | TBA                        |

### Emisión en Latinoamérica
| Temporada | # Ep. | Estreno                                                                                                 | Estreno                                                                                              | Temporada en TV |
| Temporada | # Ep. | Sony Spin                                                                                               | Canal Sony                                                                                           | Temporada en TV |
| --------- | ----- | --- | --- | --------------- |
| 1         | 30    | 7 de noviembre de 2011 - 18 de noviembre de 2011(1-10) 26 de marzo de 2012 - 9 de abril de 2012 (11-22) | 27 de octubre de 2012 - 6 de enero de 2013 (1-22) 9 de febrero de 2013 - 17 de marzo de 2013 (22-30) | 2011-2013       |

## Premios y nominaciones
| Año                                   | Premiación                                                                 | Categoría                | Nominados         | Resultado |
| ------------------------------------- | -------------------------------------------------------------------------- | ------------------------ | ----------------- | --------- |
| 2011                                  |                                                                            |                          |                   |           |
| Teen Choice Award                     | Choice Breakout Star                                                       | Katie Leclerc            | Nominado          |           |
| Teen Choice Award                     | Choice Breakout Star                                                       | Sean Berdy               | Nominado          |           |
| Teen Choice Award                     | Choice Summer TV Show                                                      | Switched at Birth        | Nominado          |           |
| Teen Choice Award                     | American Scene Award                                                       | Honored                  | Switched at Birth | Ganador   |
| Teen Choice Award                     | 2012                                                                       |                          |                   |           |
| Gracie Award                          | Outstanding Female Actor in a Supporting Role in a Drama Series or Special | Constance Marie          | Ganadora          |           |
| Gracie Award                          | Outstanding Producer - Entertainment                                       | Lizzy Weiss              | Ganadora          |           |
| Television Critics Association Awards | Outstanding Achievement in Youth Programming                               | Switched at Birth        | Ganador           |           |
| Imagen Foundation Awards              | Best Primetime Program                                                     | Switched at Birth        | Ganador           |           |
| Imagen Foundation Awards              | Best Supporting Actress/Television                                         | Constance Marie          | Nominado          |           |
| 2013                                  | Teen Choice Awards                                                         | Choice TV Show: Drama    | Switched at Birth | Pendiente |
| 2013                                  | Teen Choice Awards                                                         | Choice TV Actor: Drama   | Lucas Grabeel     | Pendiente |
| 2013                                  | Teen Choice Awards                                                         | Choice TV Actress: Drama | Vanessa Marano    | Pendiente |
| 2013                                  | Peabody Award                                                              | Sin Categoría            | Switched at Birth | Ganador   |